# Dissipation
Dissipation är en irreversibel process inom fysiken, som är typiskt för dynamiska system, där viktiga mekaniska företeelser som vågor eller svängningar förlorar energi över tiden. I en dissipativ process förvandlas energi (intern, bulkflödeskinetik eller systempotential) från en initial form till en slutlig form, där kapaciteten hos den slutliga formen att utföra termodynamiskt arbete är mindre än den initiala formen. Till exempel är värmeöverföring avledande eftersom det är en överföring av intern energi från en varmare kropp till en kallare. Efter termodynamikens andra lag, varierar entropin  med temperaturen (minskar förmågan hos kombinationen av de två kropparna att utföra arbete), men minskar aldrig i ett isolerat system. Sådana system kallas dissipativa system.

## Definition
Termodynamiska dissipativa processer är i huvudsak irreversibla. De producerar entropi med en begränsad hastighet. I en process där temperaturen är lokalt kontinuerligt definierad, ger den lokala tätheten av hastigheten för entropiproduktion gånger den lokala temperaturen den lokala densiteten för förbrukad kraft.
En speciell förekomst av en dissipativ process kan inte beskrivas av en enskild Hamiltonsk formalism. En försvinnande process kräver en samling av tillåtna individuella Hamiltonska beskrivningar, exakt vilken beskriver den faktiska speciella förekomsten av processen av intresse som är okänd. Detta inkluderar friktion och alla liknande krafter som resulterar i dekoherens av energi - det vill säga omvandling av koherent eller riktat energiflöde till en indirekt eller mer isotrop energifördelning. 

### Energi
"Omvandlingen av mekanisk energi till värme kallas energiförlust." – François Roddier Termen används också för förlust av energi på grund av generering av oönskad värme i elektriska och elektroniska kretsar.

### Beräkningsfysik
Inom beräkningsfysik hänvisar numerisk spridning (även känd som "numerisk diffusion") till vissa biverkningar som kan uppstå som ett resultat av en numerisk lösning av en differentialekvation. När den rena advektionsekvationen, som är fri från dissipation, löses med en numerisk approximationsmetod, kan den initiala vågens energi reduceras på ett sätt analogt med en diffusionsprocess. En sådan metod sägs innehålla "förlust". I vissa fall tillsätts "artificiell spridning" avsiktligt för att förbättra lösningens numeriska stabilitetsegenskaper . 

### Matematik
En formell, matematisk definition av dissipation, som vanligen används i den matematiska studien av måttbevarande dynamiska system, ges av begreppet wandering set.

## Exempel

### Inom vattenteknik
Dissipation är processen att omvandla mekanisk energi från nedåtströmmande vatten till termisk och akustisk energi. Olika anordningar är utformade i bäckbäddar för att minska den kinetiska energin hos strömmande vatten för att minska deras erosiva potential på bankar och flodbottnar. Mycket ofta ser dessa enheter ut som små vattenfall eller kaskader, där vatten rinner vertikalt eller över stenar eller dylikt för att förlora en del av sin kinetiska energi.

### Irreversibla processer
Viktiga exempel på irreversibla processer är:
1. Värmeflöde genom ett termiskt motstånd
2. Vätskeflöde genom ett flödesmotstånd
3. Diffusion (blandning)
4. Kemiska reaktioner[4][5]
5. Elektrisk ström flyter genom ett elektriskt motstånd (Jouleuppvärmning).

### Vågor och svängningar
Vågor eller svängningar förlorar energi över tiden, vanligtvis på grund av friktion eller turbulens. I många fall höjer den "förlorade" energin systemets temperatur. Till exempel sägs en våg som förlorar amplitud försvinna. Effekternas exakta karaktär beror på vågens natur. En atmosfärisk våg, till exempel, kan skingras nära ytan på grund av friktion med landmassan och på högre nivåer på grund av strålningskylning.

## Historik
Begreppet dissipation introducerades inom termodynamikens område av William Thomson (Lord Kelvin) 1852. Lord Kelvin drog slutsatsen att en delmängd av de ovan nämnda irreversibla dissipativa processerna kommer att inträffa om inte en process styrs av en "perfekt termodynamisk motor". De processer som Lord Kelvin identifierade var friktion, diffusion, värmeledning och absorption av ljus.